# Студенческий батальон
Студенческий батальон — одна из первых частей Добровольческой армии.

## История
Начал формироваться в лазаретном городке Ростова 8 января 1918 года из студентов и учащихся средних учебных заведений Ростова (главным образом, трёх старших классов Ростовского коммерческого училища). Командиром батальона был назначен генерал-майор Боровский, помощником командира — полковник Назимов, командирами рот — подполковник Зотов и капитан Сасионков, адъютантом батальона — поручик Дончиков. Формирование было закончено 19 января (1 февраля) 1918 года. Личный состав — 280 человек при 25 офицерах.

Идею создания батальона из учащихся старших классов средних учебных заведений и студентов в городе, традиционно считавшемся студенческим, предложил генералу Черепову допущенный к нему на аудиенцию еврейский студент по фамилии Черномордик. Схожие мысли бродили среди молодого офицерства, вчерашних студентов. Так один из выпускников университета, поручик Дончиков, обратился с рапортом на имя боевого генерала Боровского, известного своим бесстрашием во главе ударных частей Императорской армии еще в бытность свою на Западном фронте. Поддержанный генералом Череповым, Боровский решил откликнуться на идею и приступил к формированию новой части.— О. Гончаренко. Закат и гибель Белого флота. 1918–1924 годы
После формирования батальон занимал позиции у кирпичных заводов за северной окраиной города, занимался военной подготовкой и нес гарнизонную службу в Ростове.
28 января (10 февраля) батальон переименован в Ростовский добровольческий полк. 12 (25) февраля в станице Ольгинской включён студенческой ротой в Особый юнкерский батальон, который возглавил генерал Боровский. Командиром роты был назначен подполковник П. Т. Зотов.
Студенческая рота Особого юнкерского батальона количестве 70 человек впервые участвовала в бою 4 (17) марта под станицей Кореновской.
После 1-го Кубанского похода из первоначального состава Студенческой роты в строю осталось 35-40 человек.